# 江原小弥太
江原 小弥太（えはら　こやた、1882年10月4日〜1978年4月2日）は、作家。
新潟県柏崎生まれ。1900年新潟県立高田師範学校卒。小学校教員ののち、1903年東京物理学校入学。キリスト教に接近し、江原書店を経営するなどしたのち、1921年『新約』を刊行しベストセラーとなる。以後戦時下まで作家として活動。

## 著書
- 旧約 越山堂書店 1921
- 新約 越山堂書店 1921
- 江原小弥太短篇集 越山堂書店 1921
- 復活 聖書文学会 1921
- 野人 越山堂書店 1922
- 心霊学 越山堂書店 1922
- 混濁 太陽堂 1923
- 女子多面 越山堂書店 1923
- 新自然科学と生活革命 越山堂書店 1923
- 我が人生観 越山堂 1924
- 一平小弥太人生問答 岡本一平共著 越山堂 1925
- 罪悪 一星社 1925
- 現実の宗教 私が発見し救はれた道 越山堂 1925
- 人生論十二講 中西伊之助共著 越山堂 1925
- 江原小弥太同人雑誌 越山堂
- 神人記 文化生活研究会 1926
- 経典三部論 黎明書院 1928
- 伊藤一隆 編 木人社 1930
- 感想集 木人社 1930
- 出家良寛 春秋社 1931
- 若き日の良寛 第一書房 1935
- 心の置どころ 千倉書房 1935
- 凡人と非凡人 千倉書房 1935
- 父は何をなすべきか 千倉書房 1936 (江原文庫)
- 男女生活の設計 千倉書房 1936
- 青年・壮年・老年 千倉書房 1936
- 女よ母となれば 千倉書房 1936
- 禅味 千倉書房 1937
- 家の問題と家族 千倉書房 1937
- 吾等に覚悟ありや 千倉書房 1937
- 新日本の道徳 千倉書房 1938
- すべて吾によし 千倉書房 1938
- 日本宗教 千倉書房 1938
- 科学的人生観 千倉書房 1938
- 心の持ち方 千倉書房 1940
- 日本臣民史八部作 第1-6巻 帝国教育会出版部 1942
- 江原小弥太選集 潮文閣 1942.1

## 参考
- 日本近代文学大事典